# 烏爾瓦諾諾里斯
烏爾巴諾诺里斯是古巴的城鎮，属奧爾金省，面積846平方公里，海拔高度105米，2004年人口43,892，人口密度為每平方公里51.9人。